# マック・メイン
マック・メイン(Mack Maine、1982年7月28日 - ) とは、アメリカ合衆国ルイジアナ州ニューオリンズ出身のラッパーである。現在は、音楽活動だけでなくヤング・マネー・エンターテインメントの社長を務めている。リル・ウェインとは、8歳の時からの知り合いでもある。